# Південномінська мова
Південномінська мова (міньнань, південнофуцзянська, Хоклі; спрощ . кит.: 闽南 语, трад. 闽南 语 міньнаньюй, піньінь: Mǐnnányǔ, Fújiàn huà; самоназва: Bân-lâm-gú, Hō-ló-oē, Hok-kièn -oā, Ванлан ги) — один із діалектів китайської мови (відповідно до іншої точки зору — одна з китайських мов).
Поширена в китайській провінції Фуцзянь, на Тайвані, у багатьох країнах Південно-Східної Азії. Нею також говорять у багатьох чайнатаунах по всьому світу. Це одна з найпоширеніших мов китайської еміграції країн Південно-Східної Азії.

## Діалекти

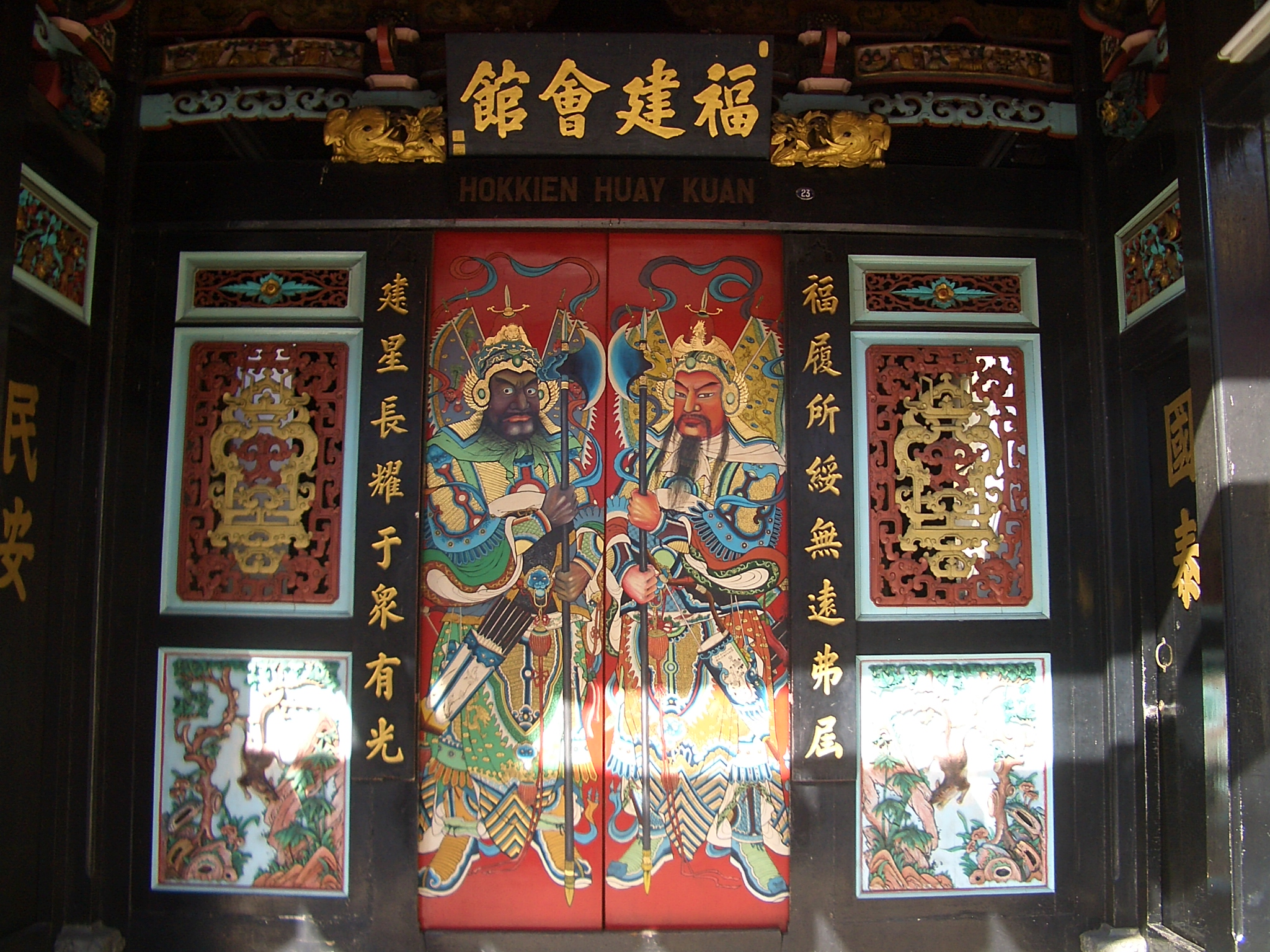
Фуцзянський (Hokkien) будинок культури в м. Малакка

- цюаньчжанський (Quanzhang, трад. 泉漳话)
  - сяминський (Amoy, Xiamen, трад. 厦门话) — престижний, і в деякому сенсі стандартний діалект
    - філіппінсько-мінський (лань-нан, Lan-nang[en], Lân-lâng-oé , трад. 咱人话)

  - чжанчжоуський (Changchew, Zhangzhou, трад. 漳州话)
  - цюаньчжоуський (Chinchew, Quanzhou, трад. 泉州话)
  - Тайванська мова (Taiwanese, Taiwanese Hokkien, Táiyǔ, Táiwānhuà, Tâi-gí, Tâi-oân-oē, Hō-ló-oē, трад. 台湾 话) — займає одне з перших місць за кількістю носіїв.
  - пенангсько-мінський (Penang Hokkien[en], Medan Hokkien, трад. 槟城福建话)
  - Дехуа (Dehua, трад. 德化语)
  - юньсяо (Yunxiao, трад. 云霄话)
- датянський (Datian, трад. 大田话)
- чаошанський[en] (Chaoshan, Chaozhou, Teochiu, Tiuchiu, Diojiu, Swatoese, Diô-jiǔ-oē, трад. 潮州 话)